# Ferrari 641 F1
La Ferrari 641 F1, successivamente ridenominata F1-90, è una monoposto da competizione prodotta dalla Scuderia Ferrari, che partecipò al campionato mondiale di Formula 1 1990.
Questo modello fu pilotato dal campione del mondo in carica, il francese Alain Prost, e dall'inglese Nigel Mansell; con tale monoposto la Ferrari ritornò a competere, con Prost, per il titolo mondiale dopo anni di digiuno, e sempre con il transalpino ottenne a Le Castellet la sua vittoria numero cento nelle gare della massima serie. Durante la stagione l'auto venne evoluta in una versione aggiornata e identificata come 641/2.
Oltre che per la sua competitività, la vettura è ricordata per la bellezza e l'armoniosità delle sue forme, che ne hanno fatto una delle monoposto di F1 più apprezzate di sempre: la 641/2 è tuttora l'unica auto da competizione, e una delle sole nove automobili, entrate a far parte della collezione storica del Museum of Modern Art di New York. Il modello usato da Prost nel Gran Premio del Giappone 1990 è stato battuto all'asta il 17 maggio 2009, aggiudicato per la cifra di 352 000 euro.

## Contesto

### Il fermento tecnico di fine anni 1980
Il 14 agosto 1988 moriva Enzo Ferrari; proprio in quei giorni, la Ferrari metteva in pista una vettura laboratorio, la tecnologicamente avanzata 639, che sarebbe stata la base per la monoposto che avrebbe corso nella stagione 1989 di Formula 1, la 640 F1.
Le novità erano dovute in parte al regolamento del campionato, che con il ritorno dei motori aspirati (i turbo vennero banditi dal circus alla fine della stagione 1988) permise al Cavallino di rispolverare la sua storica tradizione nei V12, e in parte allo sviluppo di un'innovazione che proprio la Ferrari aveva sperimentato per prima sul modello 312 T3 alla fine degli anni 1970 — e che il Drake teorizzò già durante la seconda guerra mondiale —, ovvero un nuovo cambio al volante a selezione semiautomatica, o altrimenti detto elettroattuato: questa soluzione interagiva col pilota, rendendo i tempi di cambiata più corti e di conseguenza la macchina più guidabile, visto che ora il conducente non era costretto a togliere le mani dallo sterzo.
A causa di varie problematiche relative a peso, ingombri e tecnologia da utilizzare, il nuovo cambio semiautomatico non venne mai testato in corsa dalla Scuderia Ferrari prima del 1989; il suo reale potenziale venne però sfruttato appieno solamente dopo un ulteriore anno di sviluppo, in coincidenza con l'inizio della stagione 1990 e con la presentazione della nuova F1-90.

### Sviluppo: dalla 640 alla 641

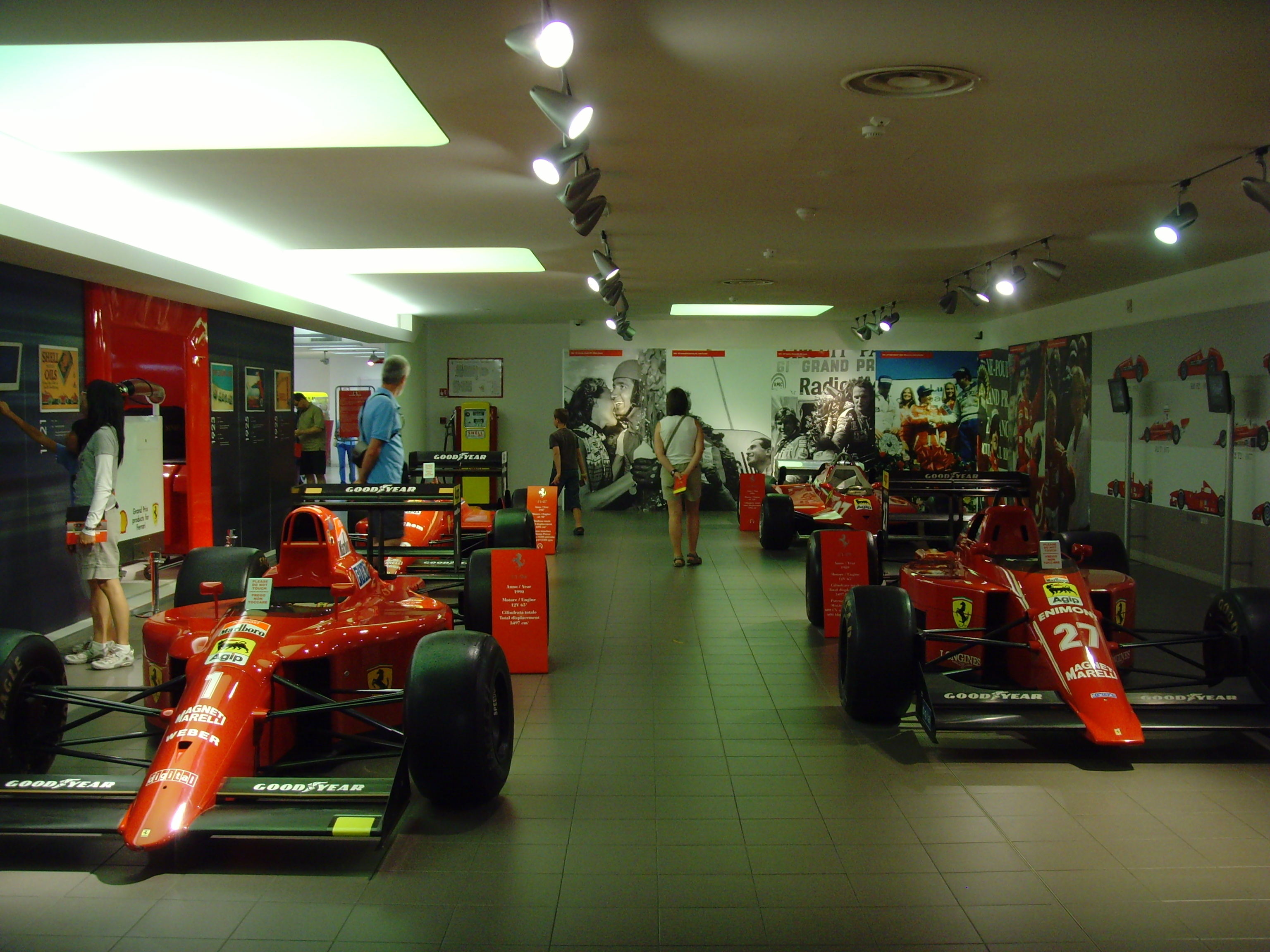
Raffronto tra la 640 F1 della stagione 1989 (a destra), e la nuova 641/2 del 1990 (a sinistra).

La Ferrari 641 F1, quindi, riprendeva molte delle soluzioni già usate nel 1989 sulla 640, debitamente migliorate; rispetto a quest'ultima, però, la nuova monoposto si rivelò decisamente più competitiva, al punto tale che nel 1990 la Scuderia lottò ad armi pari con l'allora squadra di riferimento, la McLaren motorizzata Honda e condotta da Ayrton Senna, dopo che da vari campionati la casa di Maranello mancava dai vertici della categoria. L'arrivo sulla Rossa del campione del mondo in carica Alain Prost, il quale ottenne dalla scuderia italiana di avere piena voce in capitolo sullo sviluppo tecnico della vettura, contribuì a far compiere alla F1-90 quel salto di qualità, in termini di prestazioni, che risultò evidente in pista.
Tale monoposto chiuse un decennio, quello degli anni 1980, in cui la Ferrari si mostrò all'avanguardia nella ricerca tecnica, cosa che questa monoposto ben sintetizzò con il già citato cambio al volante, col perfezionamento dei sistemi frenanti e con gli studi approfonditi sull'aerodinamica; tale attenzione verso le innovazioni tecniche fini però, forse, per andare a discapito dell'efficienza — e della continuità di risultati — nelle competizioni.

## Vettura
La 641 F1 aveva un'impostazione meccanica e aerodinamica tipica delle monoposto Ferrari a cavallo degli anni 1980 e 1990. Il progetto venne iniziato nel 1989 da John Barnard, ex direttore tecnico della McLaren, il quale però lasciò il Cavallino prima della nuova stagione a causa di sopravvenuti dissidi col nuovo organigramma di Maranello, accasandosi alla Benetton (anche se ritornerà poi alla Rossa qualche anno dopo); la F1-90 venne così portata a termine dal nuovo direttore tecnico Enrique Scalabroni assieme al nuovo arrivato Steve Nichols, quest'ultimo già all'opera sull'imbattibile McLaren MP4/4 del 1988, sotto la supervisione del direttore sportivo Cesare Fiorio.

### Aerodinamica

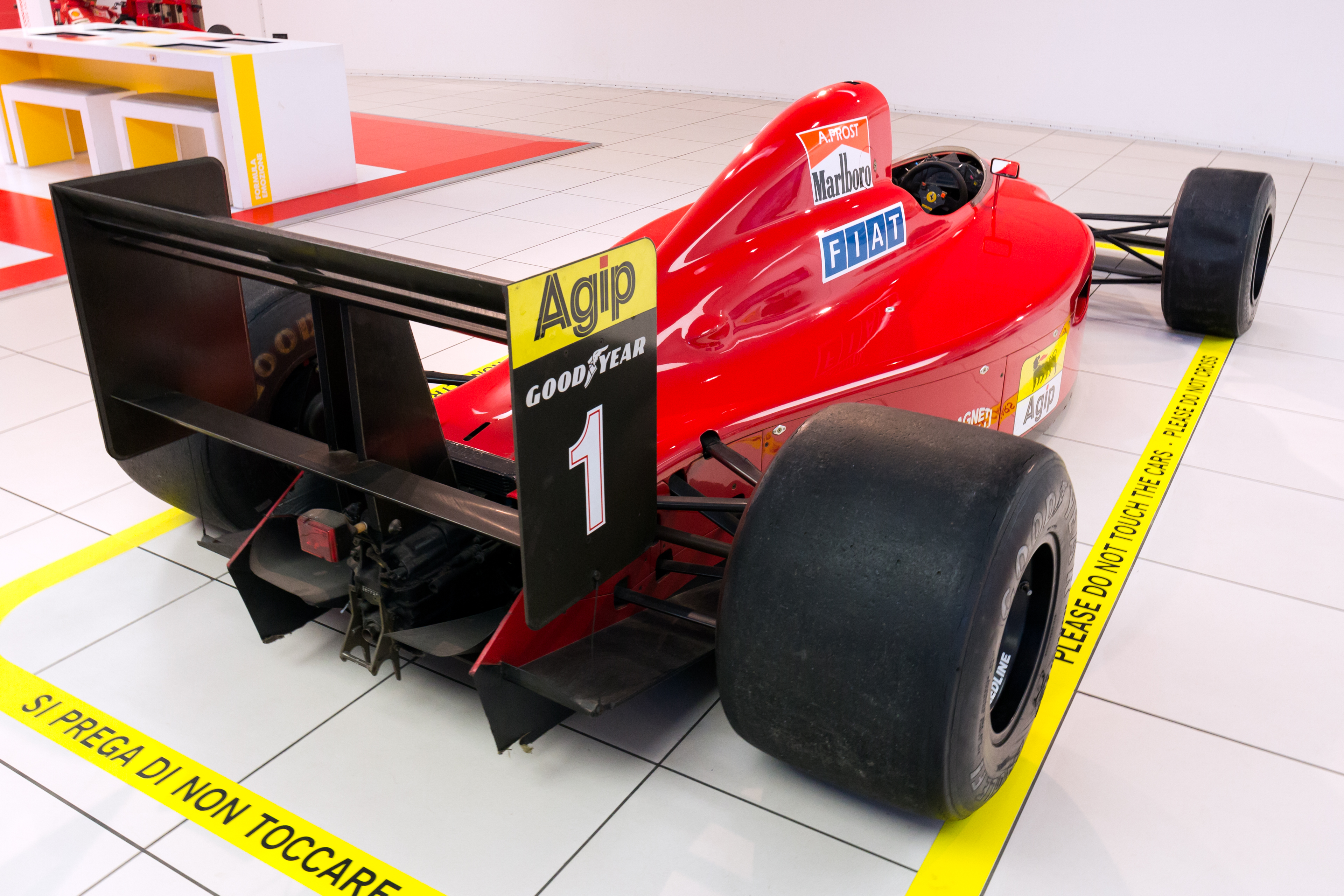
Alettone e diffusore posteriore della 641/2

Uno dei punti di forza di questa vettura era la semplicità della linea. Aerodinamicamente era molto valida, in quanto era stata disegnata in modo armonioso e non necessitava — a differenza delle monoposto che vennero poi — di particolari supplementari. Visivamente somigliava parecchio alla sua progenitrice 640 ma, rispetto a questa, le linee erano meno tese e più smussate; in particolare nel musetto di nuova concezione, e nelle prese d'aria laterali per il raffreddamento di motore e radiatori. Rimaneva più o meno invariata la presa d'aria del roll-bar.
Le pance laterali, molto basse, avevano la tipica conformazione a "cassa di violino", dunque molto tondeggianti, le quali partivano dalle prese d'aria laterali, si allargavano fino a 3/4 vettura, e poi stringevano verso il retrotreno, creando la cosiddetta forma a "Coca-Cola" — dalla similitudine col collo delle bottiglie della celebre bevanda —, e terminavano sulla scatola del cambio.

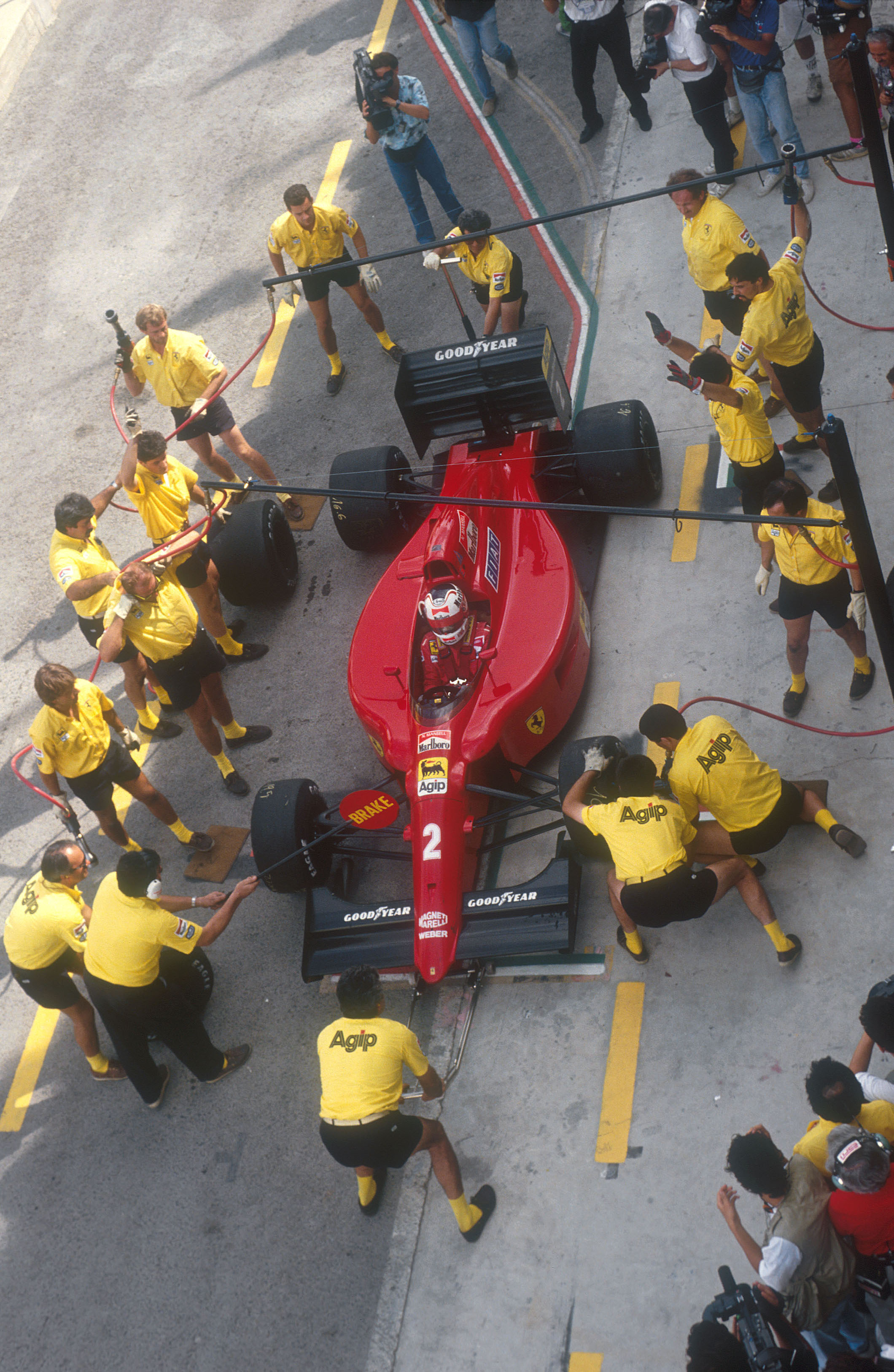
Vista aerea della 641/2 di Nigel Mansell ai box di Jerez, nel corso del Gran Premio di Spagna 1990. Il corpo-vettura della monoposto, dalla linea sinuosa e tondeggiante, veniva ritenuto molto efficace aerodinamicamente.

Gli alettoni non avevano dimensioni esagerate, soprattutto rispetto ai concorrenti (ad esempio l'ala posteriore della McLaren), e ciò è indice di una migliore efficienza aerodinamica del corpo vettura, il quale da solo riusciva a fornire una sufficiente deportanza e a offrire di conseguenza un'ottimale tenuta di strada. Questa affermazione è ancora più vera, se si va a osservare il profilo estrattore: anche in questo caso quello della Ferrari era più piccolo rispetto a quelli delle altre vetture, dunque la 641 sfruttava bene il fenomeno di effetto suolo grazie alla conformazione aerodinamica del corpo vettura.
Per il resto poteva contare sulle innovative sospensioni push rod — stabilmente in uso nel circus da lì in avanti —, e su di un telaio molto leggero.

### Cambio
Il cambio era azionato dal pilota, tramite due leve poste dietro il volante, una a destra e una a sinistra. Ogni volta che si premeva la leva destra si innestava una marcia superiore, mentre pigiando sulla leva di sinistra si scalava. Il cambio era dotato di sette rapporti in avanzamento, più la retromarcia (quest'ultima obbligata dal regolamento). Sostanzialmente questo cambio era lo stesso della Ferrari 640, ma venne reso più affidabile. Era semiautomatico in quanto il pilota usava la frizione soltanto per spuntare (cioè partenze da fermo), e i rapporti erano innestati per mezzo di attuatori elettroidraulici.

### Motore
Enzo Ferrari era intenzionato negli anni 1980 a lasciare la Formula 1 per via dei dissidi con la FIA, e uno dei motivi della sua intolleranza verso la Federazione, era il fatto che non potesse utilizzare i suoi motori preferiti, ossia i V12.
Questo motore, tuttavia, è uno dei simboli della Ferrari e nel 1990 (come anche nel 1989 e fino al 1995) a Maranello potevano e volevano usarlo anche nella massima categoria. La 641 era munita di questo propulsore, che come il resto dell'auto era derivato dalla 640. Il regolamento tecnico imponeva una cilindrata totale massima di 3500 cm³: gli ingegneri modenesi sfruttarono al massimo questa regola, realizzando un motore di 3497,96 cm³ che, in configurazione da qualifica, nel corso della stagione arrivò a sprigionare 710 CV a 13.800 giri al minuto. Era collocato dietro il pilota, ma davanti l'asse posteriore, dunque come tutte le Formula 1 in posizione posteriore-centrale, in senso longitudinale.

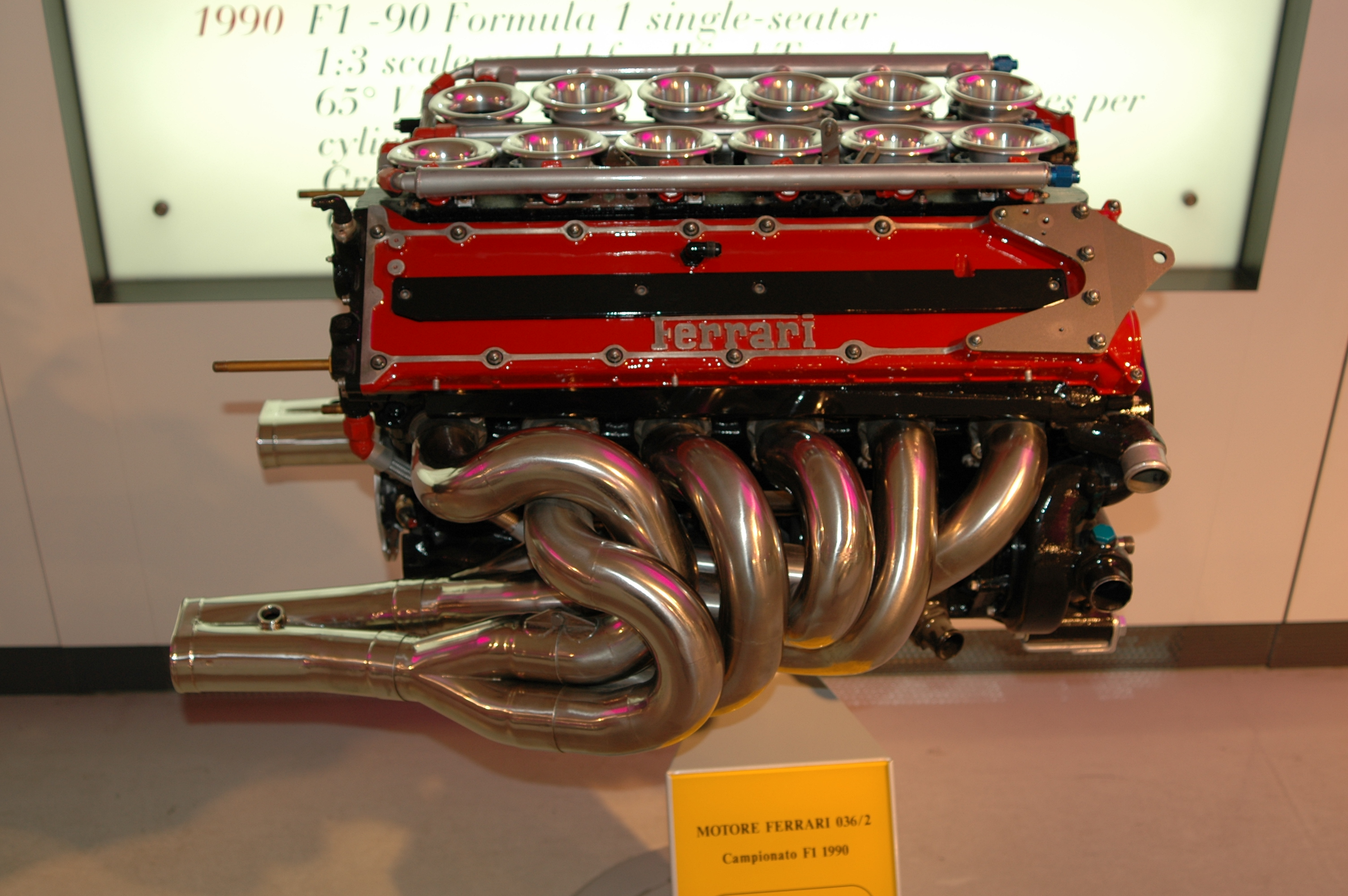
Il motore Ferrari Tipo 036/2, una delle unità V12 che equipaggiarono la monoposto.

Anche se la cubatura era più o meno simile a quella degli altri motori, questo aveva 12 cilindri, dunque più di quelli Honda (V10), Renault (V10) e Ford (V8); in realtà a quel tempo, anche la Lamborghini realizzava motori V12 per la Formula 1, scarsamente prestanti. A livello di potenza massima, il motore Ferrari si piazzava tra il più potente Honda e il successivo Renault, mentre i Ford erano penalizzati da un'architettura sfavorevole. Il principale vantaggio del maggiore frazionamento è l'ottenimento di una maggiore superficie degli stantuffi, contemporaneamente a una riduzione delle masse in moto alterno; ciò si traduce nella possibilità di raggiungere regimi di rotazione potenzialmente superiori che portano a maggiori potenze massime. Il vantaggio potenziale delle architetture con minor frazionamento, con particolare riferimento ai V8 (un inferiore regime di coppia massima), si è storicamente dimostrato penalizzante nei confronti della maggiore potenza dei V10 e V12. Un altro vantaggio è legato alla perfetta equilibratura delle masse in movimento, mentre gli altri motori non essendo dinamicamente equilibrati dovevano fare ricorso a contralberi. L'assenza di questi dispositivi rendeva il motore della 641 F1 più leggero.
Va poi segnalato l'impiego di materiali leggeri e resistenti al tempo stesso, come la lega leggera usata soprattutto per realizzare la testata, o ancora il titanio col quale vennero costruite le valvole d'aspirazione. Questo motore era ovviamente plurivalvole, e la Ferrari scelse di dotarlo di cinque valvole per cilindro, tre di aspirazione e due di scarico. La soluzione teoricamente può permettere un aumento del rendimento volumetrico del motore, tuttavia rende maggiormente difficoltoso il disegno delle camere di combustione a causa del maggiore affollamento e dell'interferenza tra i flussi durante le fasi di aspirazione e scarico; per tale ragione è stata in seguito accantonata. Era utilizzata una candela per cilindro che era montata al centro della camera di combustione. La distribuzione era a cascata di ingranaggi.
Il V12 montato sulla 641 F1 verrà poi utilizzato come base per l'unità con cui equipaggiare la Ferrari F50, supercar stradale prodotta nel 1995 per celebrare il cinquantenario della casa del Cavallino.

## Scheda tecnica
| Caratteristiche tecniche - Ferrari 641 F1                      | Caratteristiche tecniche - Ferrari 641 F1 | Caratteristiche tecniche - Ferrari 641 F1 | Caratteristiche tecniche - Ferrari 641 F1 | Caratteristiche tecniche - Ferrari 641 F1 | Caratteristiche tecniche - Ferrari 641 F1 |
| Configurazione                                                 | Configurazione | Configurazione | Configurazione | Configurazione | Configurazione |
| -------------------------------------------------------------- | --- | --- | --- | --- | --- |
| Carrozzeria: monoposto                                         | Carrozzeria: monoposto | Posizione motore: posteriore | Posizione motore: posteriore | Trazione: posteriore | Trazione: posteriore |
| Dimensioni e pesi                                              | | | | | |
| Ingombri (lungh.×largh.×alt. in mm): 4460 × 2130 × 1000        | Ingombri (lungh.×largh.×alt. in mm): 4460 × 2130 × 1000 | Ingombri (lungh.×largh.×alt. in mm): 4460 × 2130 × 1000 | Ingombri (lungh.×largh.×alt. in mm): 4460 × 2130 × 1000 | Diametro minimo sterzata: | Diametro minimo sterzata: |
| Interasse: 2855 mm                                             | Interasse: 2855 mm | Carreggiate: anteriore 1800 - posteriore 1657 mm | Carreggiate: anteriore 1800 - posteriore 1657 mm | Altezza minima da terra: | Altezza minima da terra: |
| Posti totali: 1                                                | Posti totali: 1 | Bagagliaio: | Bagagliaio: | Serbatoio: 220 l | Serbatoio: 220 l |
| Masse                                                          | / in ordine di marcia: 503 kg | / in ordine di marcia: 503 kg | / in ordine di marcia: 503 kg | / in ordine di marcia: 503 kg | / in ordine di marcia: 503 kg |
| Meccanica                                                      | | | | | |
| Tipo motore: Ferrari tipo 036 V12 65°                          | Tipo motore: Ferrari tipo 036 V12 65° | Tipo motore: Ferrari tipo 036 V12 65° | Cilindrata: 3497,96 cm³ | Cilindrata: 3497,96 cm³ | Cilindrata: 3497,96 cm³ |
| Distribuzione: 4 alberi camme in testa, 5 valvole per cilindro | Distribuzione: 4 alberi camme in testa, 5 valvole per cilindro | Distribuzione: 4 alberi camme in testa, 5 valvole per cilindro | Alimentazione: Iniezione indiretta elettronica digitale Weber-Marelli con doppio iniettore | Alimentazione: Iniezione indiretta elettronica digitale Weber-Marelli con doppio iniettore | Alimentazione: Iniezione indiretta elettronica digitale Weber-Marelli con doppio iniettore |
| Prestazioni motore                                             | Potenza: 680 CV | Potenza: 680 CV | Potenza: 680 CV | Potenza: 680 CV | Potenza: 680 CV |
| Accensione: elettronica Magneti Marelli statica                | Accensione: elettronica Magneti Marelli statica | Accensione: elettronica Magneti Marelli statica | Impianto elettrico: | Impianto elettrico: | Impianto elettrico: |
| Frizione: 3 dischi in carbonio                                 | Frizione: 3 dischi in carbonio | Frizione: 3 dischi in carbonio | Cambio: Ferrari longitudinale a sbalzo, 7 marce+retromarcia, semiautomatico a gestione elettronica | Cambio: Ferrari longitudinale a sbalzo, 7 marce+retromarcia, semiautomatico a gestione elettronica | Cambio: Ferrari longitudinale a sbalzo, 7 marce+retromarcia, semiautomatico a gestione elettronica |
| Telaio                                                         | | | | | |
| Corpo vettura                                                  | monoscocca in fibra di carbonio e kevlar a nido d'ape | monoscocca in fibra di carbonio e kevlar a nido d'ape | monoscocca in fibra di carbonio e kevlar a nido d'ape | monoscocca in fibra di carbonio e kevlar a nido d'ape | monoscocca in fibra di carbonio e kevlar a nido d'ape |
| Sterzo                                                         | cremagliera | cremagliera | cremagliera | cremagliera | cremagliera |
| Sospensioni                                                    | anteriori: quadrilateri deformabili, 2 triangoli sovrapposti a sezione ellittica, molleggio a puntone o push rod / posteriori: quadrilateri deformabili, triangolo superiore, trapezio inferiore, molleggio a puntone o push rod | anteriori: quadrilateri deformabili, 2 triangoli sovrapposti a sezione ellittica, molleggio a puntone o push rod / posteriori: quadrilateri deformabili, triangolo superiore, trapezio inferiore, molleggio a puntone o push rod | anteriori: quadrilateri deformabili, 2 triangoli sovrapposti a sezione ellittica, molleggio a puntone o push rod / posteriori: quadrilateri deformabili, triangolo superiore, trapezio inferiore, molleggio a puntone o push rod | anteriori: quadrilateri deformabili, 2 triangoli sovrapposti a sezione ellittica, molleggio a puntone o push rod / posteriori: quadrilateri deformabili, triangolo superiore, trapezio inferiore, molleggio a puntone o push rod | anteriori: quadrilateri deformabili, 2 triangoli sovrapposti a sezione ellittica, molleggio a puntone o push rod / posteriori: quadrilateri deformabili, triangolo superiore, trapezio inferiore, molleggio a puntone o push rod |
| Freni                                                          | anteriori: a disco autoventilanti in carbonio / posteriori: a disco autoventilanti in carbonio | anteriori: a disco autoventilanti in carbonio / posteriori: a disco autoventilanti in carbonio | anteriori: a disco autoventilanti in carbonio / posteriori: a disco autoventilanti in carbonio | anteriori: a disco autoventilanti in carbonio / posteriori: a disco autoventilanti in carbonio | anteriori: a disco autoventilanti in carbonio / posteriori: a disco autoventilanti in carbonio |
| Pneumatici                                                     | Goodyear | Goodyear | Goodyear | Goodyear | Goodyear |
| Fonte dei dati: ferrari.com                                    | | | | | |

## Presentazione
La 641 F1 venne svelata ufficialmente alla stampa specializzata il 2 febbraio 1990, a Maranello, nella tradizionale cornice del reparto corse Ferrari. Oltre ai due piloti titolari Nigel Mansell e Alain Prost, e al collaudatore Gianni Morbidelli, presenziarono alla cerimonia anche il presidente della casa modenese, Piero Fusaro, il direttore sportivo della Scuderia Ferrari, Cesare Fiorio, e Luca Cordero di Montezemolo in rappresentanza del Gruppo Fiat.
In controtendenza rispetto al passato, durante l'evento non furono resi disponibili dettagli tecnici di rilievo sulla nuova monoposto, tanto che, per la prima volta nella sua storia, la Ferrari non comunicò nemmeno i dati relativi alla potenza del motore V12, motivando ciò con l'ormai esasperata competitività raggiunta dalla Formula 1 a cavallo degli anni 1980 e 1990, e con la volontà di non dare vantaggi alla diretta concorrenza. Al termine della presentazione, Mansell guidò la vettura in un breve vernissage sul circuito di Fiorano.

## Test
Nel corso dei primi test stagionali precedenti l'inizio del nuovo campionato, pur essendo afflitta da problemi di natura varia riguardanti l'ancora acerba affidabilità, la F1-90 si dimostrò subito molto più veloce e competitiva rispetto al precedente modello; a fine febbraio, a poche settimane dal debutto nel mondiale, Alain Prost ottenne il nuovo record del giro sul tracciato dell'Estoril, mostrando quindi come la Ferrari avesse notevolmente ridotto il gap che nella stagione precedente la separava da Williams e, soprattutto, McLaren.

## Carriera agonistica

### Stagione 1990

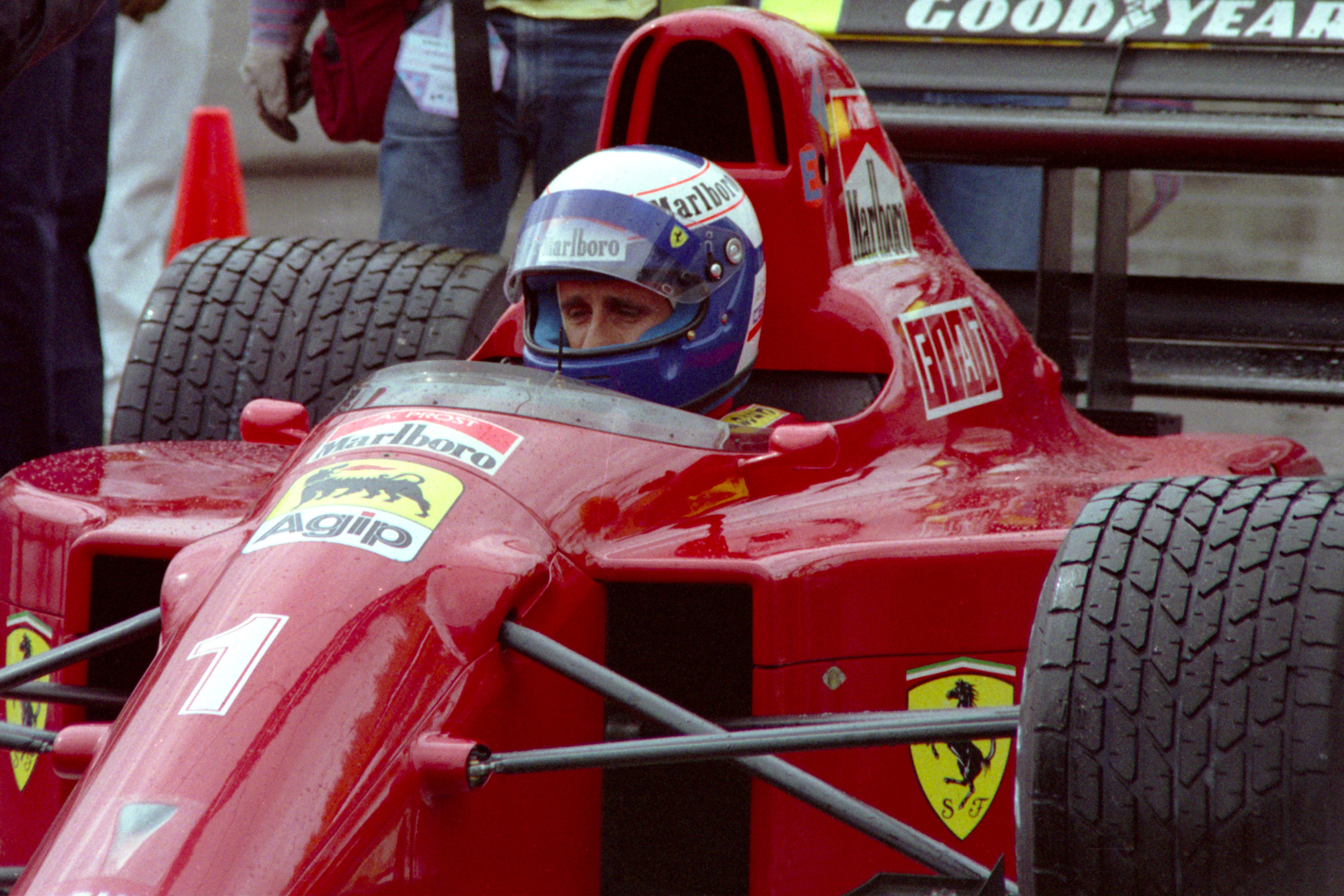
Alain Prost, nell'abitacolo della 641 F1, durante le qualifiche del primo Gran Premio della stagione 1990 a Phoenix. Il francese ottenne cinque vittorie con la monoposto, riportando la Ferrari, dopo anni altalenanti, a competere per il titolo mondiale.

Portata in pista nel campionato mondiale di Formula 1 1990 dall'iridato uscente Alain Prost (arrivato dalla McLaren) e dal confermato Nigel Mansell, soprattutto nella parte iniziale di stagione la 641 F1 non si dimostrò molto affidabile, tanto che vi furono occasioni in cui i due piloti non andarono nemmeno a punti, come nella gara inaugurale degli Stati Uniti. Ciò nonostante, la prima vittoria arrivò con Prost già al Gran Premio del Brasile, alla seconda prova stagionale.
La versione aggiornata, denominata 641/2 (o F1-90-2), debuttò a Imola soltanto con Mansell, ritiratosi per la rottura del motore, mentre per Prost venne deciso in via conservativa di utilizzare per l'ultima volta la vecchia 641, con la quale concluse al quarto posto. Sostanzialmente le due monoposto differiscono per alcuni dettagli aerodinamici, grazie ai quali la 641/2 è ben riconoscibile rispetto al modello precedente: venne abbandonato il muso squadrato in favore di un'appendice rotonda, inoltre l'attacco delle pance divenne sinuoso nella parte alta; entrambi i dettagli oggetto di modifica, fino a quel momento erano rimasti pressoché immutati dalla 640 F1 della stagione 1989, così com'erano usciti dalla matita di Barnard. Furono apportate migliorie anche al comparto delle sospensioni, nonché incrementata la potenza del motore e aumentata la capienza del serbatoio.
Nella prima parte della stagione, la F1-90 fu afflitta da problemi di varia natura che ne limitarono la resa in gara, non permettendole di battagliare ad armi pari con le McLaren; in questa fase il maggiore rivale di Prost al titolo, Ayrton Senna su McLaren-Honda, suo storico antagonista, riuscì a guadagnare un buon margine sul francese. Una volta risolti tali difetti di gioventù, la ritrovata competitività della 641 F1 permise a Prost di centrare tre vittorie consecutive, dapprima con una spettacolare rimonta in Messico cui a corollario arrivò anche la prima doppietta, poi in Francia quando il transalpino regalò alla squadra la centesima vittoria nei Gran Premi, e infine in Gran Bretagna; questa striscia vincente lo riportò in piena lotta per il titolo mondiale.

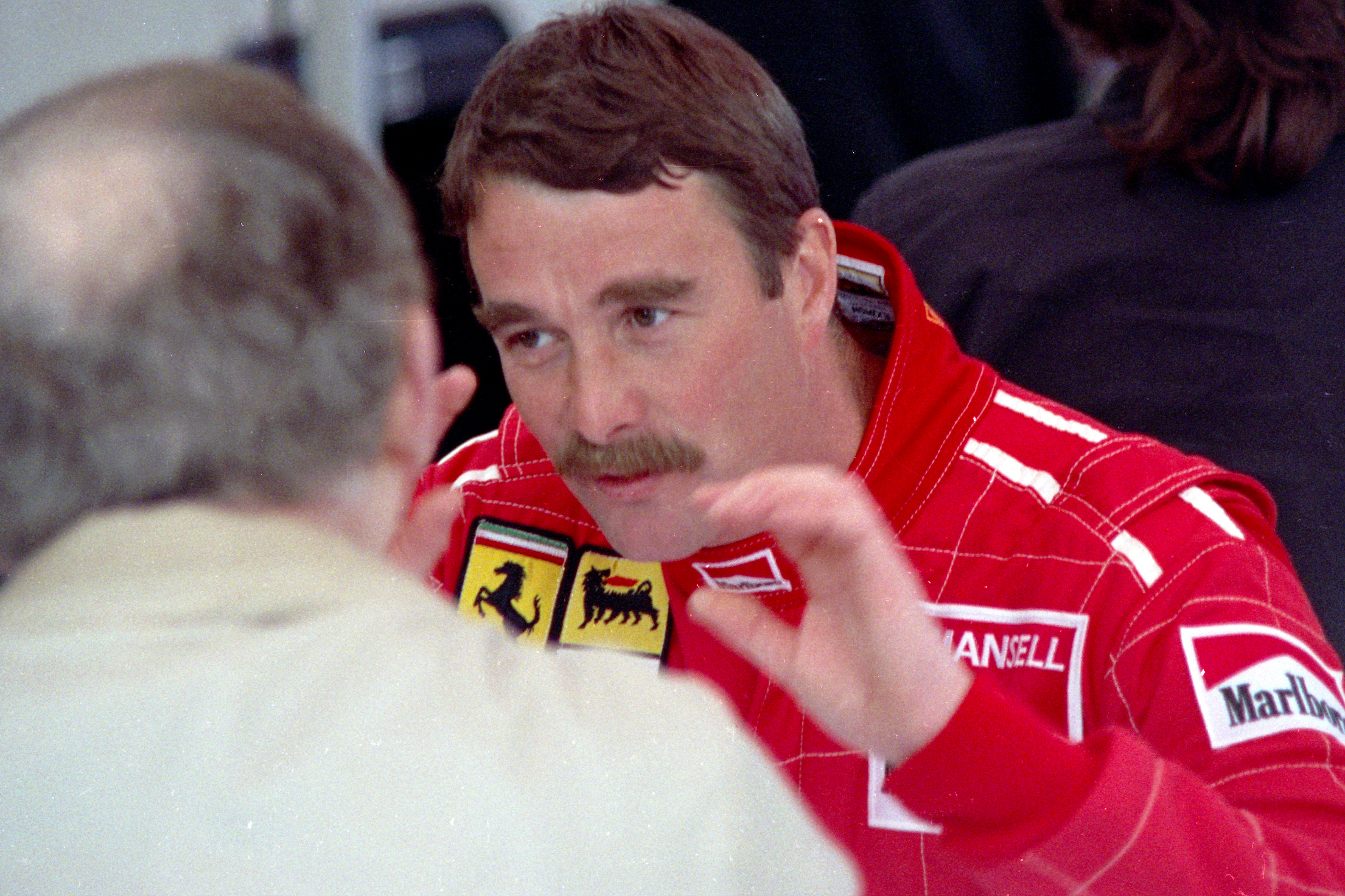
Mansell ottenne il meglio dalla 641 F1 in qualifica, siglando le tre pole position stagionali della Ferrari. La difficile convivenza tra il britannico e Prost arrivò all'apice in Portogallo, quando l'unico successo dell'anno di Mansell privò il francese d'importanti punti nella corsa al titolo piloti.

Per trionfare nuovamente, la F1-90-2 dovrà attendere quattro eventi, dopo i quali Nigel Mansell ottenne il gradino più alto all'Estoril. Nonostante la vittoria della Rossa, in quell'occasione emersero tutte le frizioni del dualismo Prost-Mansell, che a posteriori costò alla Ferrari il possibile titolo piloti. La rivalità interna tra i due compagni di squadra raggiunse il culmine al via della prova lusitana, coi due ferraristi a monopolizzare la prima fila, quando il britannico che scattava dalla pole position, con una mossa al limite, allo spegnimento dei semafori ostacolò il francese venendo quasi al contatto. Mansell vinse la gara ma la manovra nei confronti di Prost, che scivolò per questo al quinto posto prima di rimontare fino all'ultimo scalino del podio, costò al collega di box la perdita di punti importanti in classifica in favore di Senna, che ne approfittò giungendo secondo.
Ad ogni modo, le acque si calmarono nella prova successiva, il Gran Premio di Spagna, dove la Scuderia ottenne l'ultima vittoria e l'ultima doppietta dell'anno, con Prost davanti a Mansell. Il francese, con la 641/2, riuscì a lottare per il titolo fino al penultimo appuntamento della stagione, in Giappone: sul circuito di Suzuka — già teatro del convulso epilogo della stagione 1989 tra i due allora compagni di squadra — si verificò il famoso speronamento di Senna nei confronti di Prost; coi due rivali appaiati in prima fila, il ferrarista era scattato meglio del brasiliano dalla seconda posizione in griglia e aveva guadagnato la testa della gara, ma alla prima curva venne volontariamente centrato dal brasiliano (memore di quanto accaduto a suo discapito, sullo stesso tracciato, l'anno prima), costringendo entrambi al ritiro. La discutibile mossa tagliò matematicamente fuori dalla corsa al mondiale Prost e la Ferrari.
La stagione si chiuse per il Cavallino con entrambe le F1-90-2 a podio ad Adelaide, permettendo alla casa di Maranello di concludere al secondo posto entrambe le classifiche mondiali, piloti e costruttori.
La 641/2 si rivelò globalmente una delle monoposto Ferrari più competitive degli anni 1990: a fine campionato, coi cinque successi di Prost e l'unica affermazione di Mansell, ottenne lo stesso numero di vittorie della McLaren MP4/5B iridata, ovvero sei, cosa che a Maranello non si verificava dai tempi della 312 T4 del 1979; tre furono invece le partenze al palo, tutte a opera del britannico, e cinque i giri veloci, 3 per Mansell e 2 per Prost. L'auto fu contestualmente, per lungo tempo, l'ultima Rossa a conquistare un Gran Premio di F1, un digiuno spezzato solo nel 1994 dalla 412 T1B, nonché l'ultima vettura del Cavallino capace d'impegnarsi concretamente nella lotta al titolo fino alla realizzazione, nel 1997, della F310B.

## Risultati in Formula 1
| Anno | Team    | Motore  | Gomme | Piloti  |     |   |     |     |   |   |     |     |     |     |     |   |   |   |     |   | Punti | Pos. |
| ---- | ------- | ------- | ----- | ------- | --- | - | --- | --- | - | - | --- | --- | --- | --- | --- | - | - | - | --- | - | ----- | ---- |
| 1990 | Ferrari | Ferrari | G     | Prost   | Rit | 1 | 4   | Rit | 5 | 1 | 1   | 1   | 4   | Rit | 2   | 2 | 3 | 1 | Rit | 3 | 110   | 2º   |
| 1990 | Ferrari | Ferrari | G     | Mansell | Rit | 4 | Rit | Rit | 3 | 2 | 18* | Rit | Rit | 17* | Rit | 4 | 1 | 2 | Rit | 2 | 110   | 2º   |

| Legenda | 1º posto     | 2º posto | 3º posto    | A punti         | Senza punti/Non class.  | Grassetto – Pole position Corsivo – Giro più veloce |
| Legenda | Squalificato | Ritirato | Non partito | Non qualificato | Solo prove/Terzo pilota | Grassetto – Pole position Corsivo – Giro più veloce |

* – Indica il pilota ritirato ma ugualmente classificato avendo coperto, come previsto dal regolamento, almeno il 90% della distanza di gara.

### Esplicative
1. ↑  Alcune pubblicazioni specializzate identificano la monoposto anche come 640/90, per via della stretta derivazione dalla 640 F1 del 1989.[2]
2. ↑  Alcune pubblicazioni specializzate identificano la monoposto aggiornata anche come F1-90-2.[3]

### Bibliografiche
1. 1 2 3 4 5 6   Ferrari F1-90 (1990), su ferrari.com. URL consultato il 21 marzo 2023.
2. 1 2 3 4 5 6 7  Fenu, Chiavegato e Rogliatti, p. 26.
3. 1 2 3 4 5 6   Alan Prost: Il Professore, su autosprint.corrieredellosport.it, 20 maggio 2010.
4. ↑  (EN) Formula 1 Racing Car (641/2), su moma.org. URL consultato il 21 marzo 2023.
5. ↑  (EN) 1990 Ferrari 641/2 F1 Racing Car, su rmauctions.com, 12 settembre 2014 (archiviato dall'url originale il 12 settembre 2014).
6. 1 2   Luca Ferrari, F1 | Ferrari: le origini del cambio semi automatico, su formulapassion.it, 11 gennaio 2018. URL consultato il 21 marzo 2023.
7. 1 2   Lodovico Basalù, «Partiamo in pole position» (PDF), in l'Unità, 3 febbraio 1990,  p. 28.
8. 1 2 3 4   Luca Ferrari, F1 | Alain Prost: semplicemente il “Professore”, su f1passion.it, 28 aprile 2013 (archiviato dall'url originale il 25 agosto 2013).
9. 1 2   Giuliano Capecelatro, Ferrari-Prost, questione di feeling (PDF), in l'Unità, 22 febbraio 1990,  p. 28 (archiviato dall'url originale il 4 marzo 2016).
10. 1 2 3 4  Acerbi, p. 299.
11. ↑  (EN) Richard Heseltine, Ferrari F50, su classicandperformancecar.com, giugno 2013 (archiviato dall'url originale il 25 agosto 2013).
12. ↑   Cristiano Chiavegato, La nuova Ferrari è top secret, in La Stampa, 3 febbraio 1990,  p. 19 (archiviato dall'url originale il 6 gennaio 2019).
13. ↑   Giuliano Capecelatro, Ridata la patente a Senna (PDF), in l'Unità, 17 febbraio 1990,  p. 28 (archiviato dall'url originale il 4 marzo 2016).
14. ↑  Acerbi, p. 298.
15. ↑  Acerbi, p. 315.
16. ↑  Acerbi, p. 331.